# 버진 오스트레일리아
버진 오스트레일리아(영어: Virgin Australia)는 2000년 8월 31일 버진 블루란 이름으로 2대의 항공기와 200명의 종업원으로 영업을 시작하여 오스트레일리아 국내선 및 오세아니아 지역 주요 도시의 국제선을 운항하는 버진 그룹의 브랜드 중 최대의 항공기를 소유한 회사인 동시에 오스트레일리아에서 가장 규모가 큰 저비용 항공사이다. 브리즈번 공항을 허브 공항으로 하며, 오스트레일리아의 28개 도시에 취항하고 있다. 리처드 브랜슨 경이 소유한 버진 그룹이 창립하였으며, 본사는 오스트레일리아 퀸즐랜드주의 브리즈번에 위치하고 있다. 일부 국제선 항공기의 경우 '퍼시픽 블루', '버진 사모아'라는 이름도 사용하고 있다. 2011년 5월 4일에는 버진 오스트레일리아로 사명을 바꾸었다.

## 역사

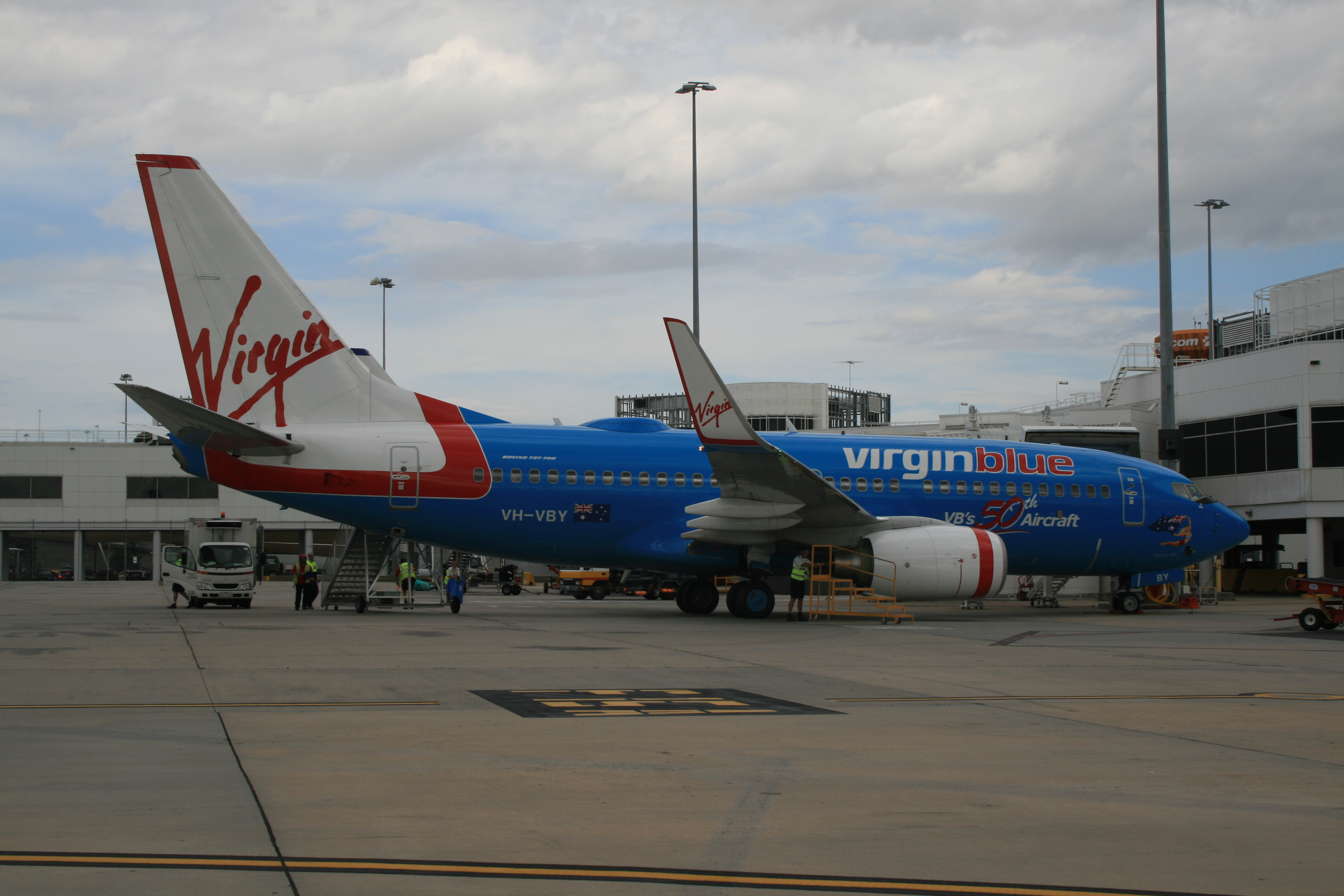
버진 블루의 보잉 737-700

2000년 8월 31일 버진 블루란 이름으로 2대의 항공기와 200명의 종업원으로 설립해 시드니 공항에서 브리즈번 공항 국내선 노선을 운항하기 시작했다. 이후 오스트레일리아의 모든 주요 도시와 많은 관광지 취항 노선을 확대했다.
버진 그룹은 버진 블루가 실적 부진에 불구하고 꾸준히 운항했으나 2005년에 오스트레일리아의 운송 복합 기업인 패트릭 코퍼레이션(영어: Patrick Corporation)이 절반의 지분을 인수했다. 2002년 당시 오스트레일리아의 두 번째로 큰 항공사인 안셋 오스트레일리아가 파산되면서 고객을 많이 확보하는데 기여했다.
2003년 지주 회사인 버진 오스트레일리아 홀딩스(영어: Virgin Blue Holdings)가 오스트레일리아 증권 거래소에 상장해 사실상 자회사가 되었다. 2003년 9월 뉴질랜드와 오스트레일리아 본토를 운항하고 있는 퍼시픽 블루 항공을 인수했다. 당시 퍼시픽 블루 항공은 콴타스 항공의 운임이 고액이라고 비판해 양자에 경쟁을 하게 되었다.
2005년 11월부터 사모아에 취항을 했으며 폴리네시안 항공을 지주 회사로 합병하여 폴리네시안 블루(현 버진 사모아)를 설립했다. 2009년에 오스트레일리아의 저비용 항공사인 V 오스트레일리아를 설립해 미국, 피지, 태국, 아랍에미리트에 취항했다.
2011년 5월 현재의 사명으로 변경했고 같은 해 12월에 V 오스트레일리아와 퍼시픽 블루 항공과 합병되면서 현재에 이르고 있다.

## 운항 노선
- 2014년 2월 현재 오스트레일리아 국내선과 뉴질랜드 및 오세아니아 국제선을 운항하고 있다.

### 코드쉐어 협정
- 버진 오스트레일리아는 다음과 같은 항공사와 코드쉐어 협정을 체결하고 있다.[3]

| - 남아프리카 항공 (스타 얼라이언스) - 링크 항공 - 버진 애틀랜틱 (스카이팀) - 베이징 캐피탈 항공 - 싱가포르 항공 (스타 얼라이언스) - 에어 캐나다 (스타 얼라이언스) - 에티하드 항공 - 유나이티드 항공 (스타 얼라이언스) - 전일본공수 (스타 얼라이언스) - 카타르 항공 (원월드) | - 톈진 항공 - 플라이팰리칸 - 하와이안 항공 - 하이난 항공 - 홍콩 항공 |  |

## 보유 기종
- 2023년 5월 기준으로 버진 오스트레일리아는 다음과 같이 보유하고 있으며 평균 기령은 4.9년이다.[4][5][6]

## 특징
버진 오스트레일리아는 사우스웨스트 항공이나 라이언에어에 의해 개발된 것으로 마찬가지로 철저한 합리성을 추구하는 운영 방식을 채용하고 있다. 예를 들어 기내 서비스는 유료 항공권을 프린터로 인쇄하거나 전화 및 인터넷 예약 시스템을 사용하여 저렴한 비용으로 운영을 도모하고 있다. 한편 오스트레일리아의 최대 항공사인 콴타스 항공은 버진 오스트레일리아와 경쟁하기 위해 새로운 저비용 항공사인 제트스타 항공을 2004년에 설립했다. 붉은 도장 장비를 사용하고 있으며 또한 빨간 머리의 남자 'Blue'or 'Bluey'는 전통적인 오스트레일리아의 영어 속어로 사용하고 있다.

## 자회사

### 퍼시픽 블루
- 2003년 9월에 버진 블루가 호주에서 뉴질랜드까지 운항할 수 있는 저비용 항공사 퍼시픽 블루를 운영하기 시작했다. 퍼시픽 블루는 또한 사모아 정부와 합작 투자한 폴리네시안 블루를 운영하기 시작했다. 현재 폴리네시안 블루는 버진 사모아로 변경되면서 현재에 이르고 있다. 하지만 2011년 12월에 버진 오스트레일리아로 합병했다.

### V 오스트레일리아
- 2006년에 버진 블루 모회사가 새로운 항공사를 만들어 일주일에 7번, 미국의 로스앤젤레스 국제공항, 샌프란시스코 국제공항 중 한 공항에 취항할 수 있도록 협조해 달라고 부탁했다. 그 후 2007년에 V 오스트레일리아가 새로운 항공사의 이름이 될 것이라고 발표했다.[14] 2007년부터 2011년까지 존재한 항공사로 이 회사는 2009년에 최초로 취항하여 2011년에 버진 오스트레일리아에 합병했다.

### 버진 사모아
- 2005년 10월에 버진 오스트레일리아 홀딩스가 사모아 정부와 함께 합작 회사로 설립하였다. 같은 해에 규모를 줄이고 제트기 운항을 정지한 폴리네시아 항공을 대신하여 피지, 사모아, 미국령 사모아, 통가 등의 섬들을 연결하였다. 당시 뉴질랜드 남섬의 도시인 크라이스트처치에 기반하여 운항하는 퍼시픽 블루와 여러 업무 면에서 깊이 연관되어 있다. 2017년에 버진 오스트레일리아에 합병했다.

## 서비스

### 객실
버진 오스트레일리아의 기내 서비스는 3 클래스 기반이며 아래와 같이 나눌 수 있다. 콴타스 항공의 자회사이자 저비용 항공사인 제트스타 항공과 다른 점은 저비용 항공사 (LCC) 대신 전체 경력이 있는 이코노미 클래스를 포함하는 기내식 시트 TV (기내 엔터테인먼트) 담요와 베개는 별도로 요금이 부과했다. 단 국제 이코노미 클래스의 경우 1 번째 기내식은 주류는 요금에 포함되어 있지만 추가할 경우 신용 카드 결제로 구입해야 한다. 프리미엄 이코노미와 비즈니스 클래스 음료수는 요금 없이 무료로 이용할 수 있다. 또한 기내 엔터테인먼트 시스템은 파나소닉의 eX2을 채용하고 있다. 그리고 음료수를 포함한 모든 기내 서비스는 유료로 제공되고 있지만 무상으로 제공되는 서비스는 없다.
국제 비즈니스 클래스
좌석 배열은 2-2-2에서 시트 피치는 77인치 (195cm)의 완전 평면 좌석을 채용.
인터내셔널 프리미엄 이코노미 클래스
좌석 배열은 2-4-2에서 시트 피치는 38인치 (95cm)
국제 일반석
좌석 배열은 3-3-3에서 시트 피치는 32인치 (81cm)

### 마일리지 프로그램
마일리지 프로그램으로 "Verocity Rewords"를 운영하고 있다. 버진 사모아, 버진 애틀랜틱 항공, 버진 아메리카, 에티하드 항공, 말레이시아 항공, 델타 항공, 하와이안 항공, 버진 오스트레일리아 리저널 항공, PNG 항공과 제휴하고 있다.

## 사진

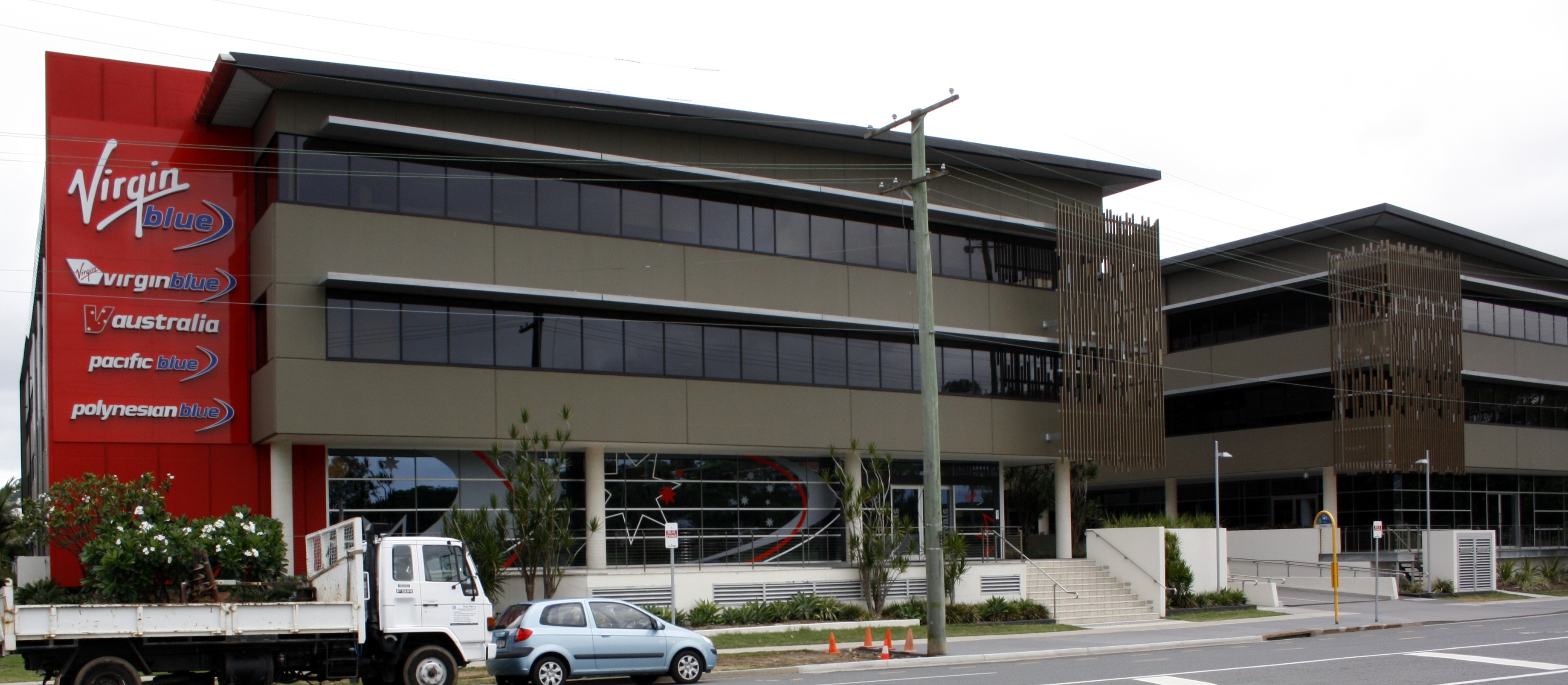
버진 오스트레일리아의 본사
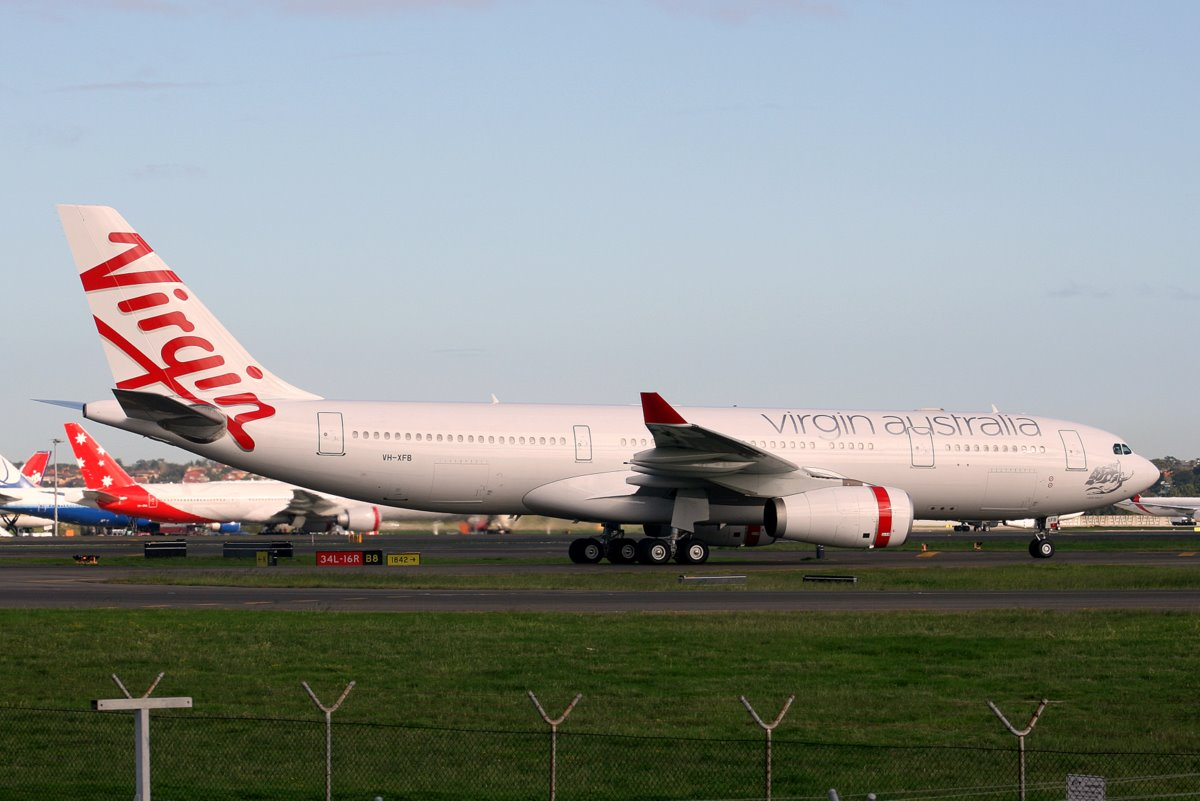
버진 오스트레일리아의 에어버스 A330-200 (퇴역)
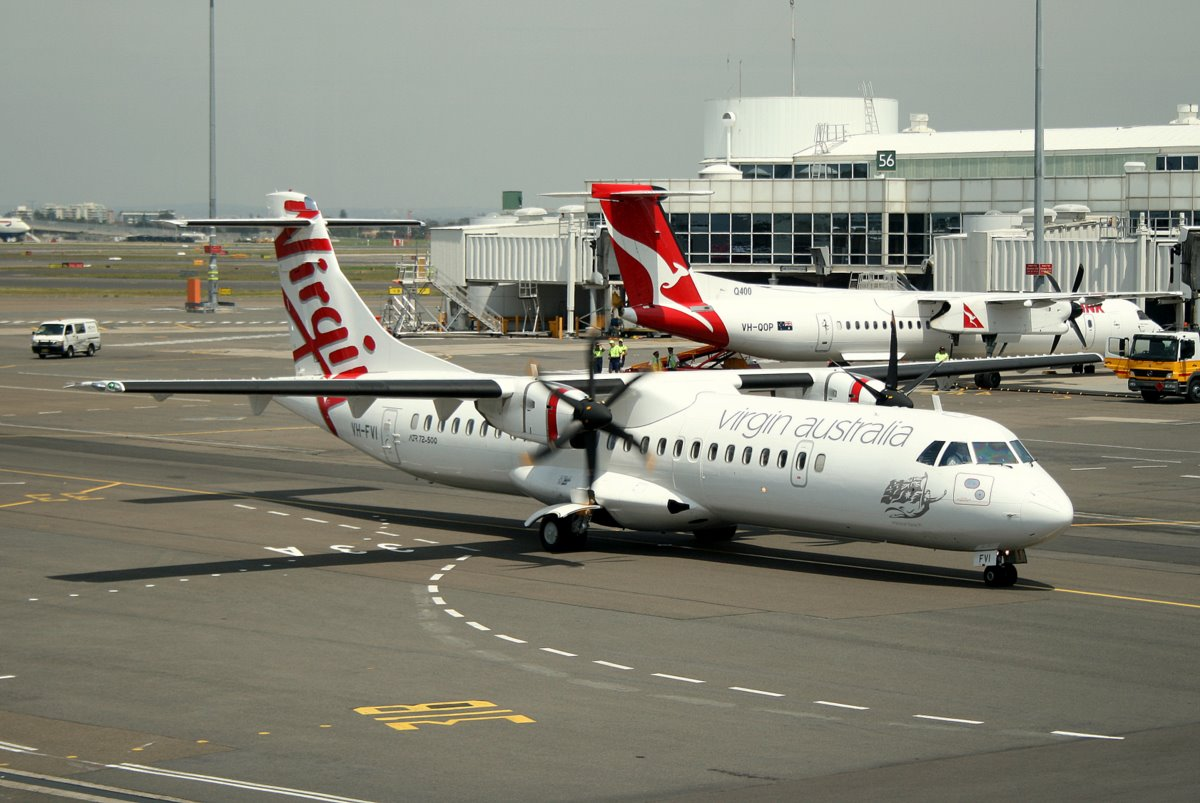
버진 오스트레일리아의 ATR 72-600 (퇴역)
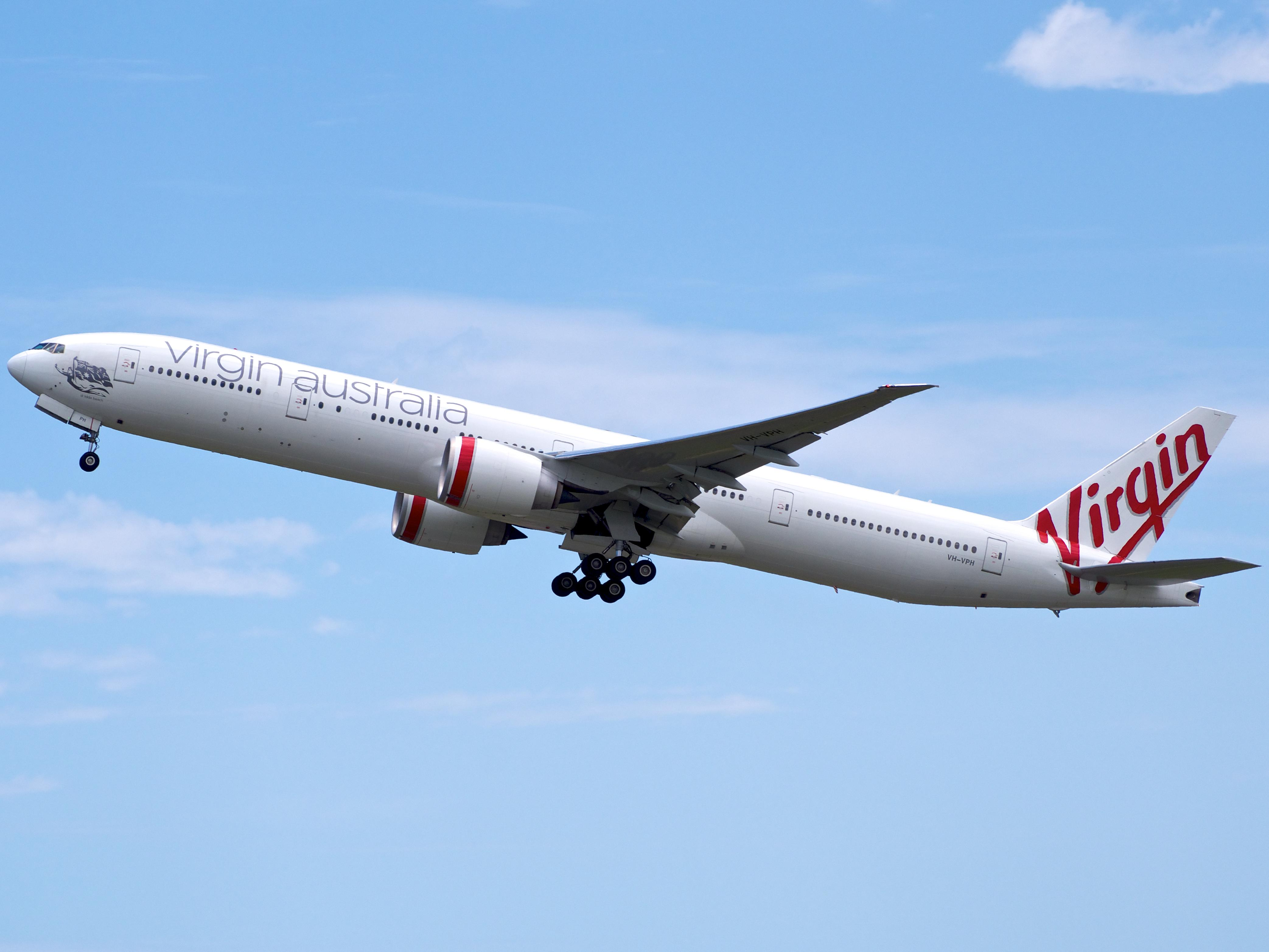
버진 오스트레일리아의 보잉 777-300ER (퇴역)

## 수상 내역
- 2007년 스카이트랙스에서 오스트레일리아, 태평양 지역 저비용 항공사 2위를 했다.[18]

## 같이 보기
- 버진 그룹
- 버진 사모아
- 버진 오스트레일리아 홀딩스
- 버진 애틀랜틱 항공
- 버진 아메리카